# Наоџи Ито
Наоџи Ито (јап. 伊藤 直司; 1. јул 1959) јапански је фудбалер.

## Каријера
Током каријере играо је за Хонда и PJM Futures.

## Репрезентација
За репрезентацију Јапана дебитовао је 1981. године.

## Статистика
| Јапан  | Јапан | Јапан |
| Год.   | Ута.  | Гол.  |
| ------ | ----- | ----- |
| 1981   | 1     | 0     |
| Укупно | 1     | 0     |